# 青い旋律
『青い旋律』（あおいせんりつ）は、梶山季之の長編小説。フェティシズムやレズビアンを扱った風俗小説。

## 内容
嵐の夜、帰宅せぬ父を不審に思った娘が、父の引き出しに日記を発見する。中を盗み見た主人公は、書かれている内容に愕然とした。さらに父あてに見知らぬ女性から電話がかかってきて、独り戸惑うばかりであった。

## 登場人物
- 草間三代子 - 短大卒業後、赤坂の洋楽プロモーターに勤務する二十歳過ぎの独身女性。父とマンション暮らし。母は他界している。
- 草間浩介 - 美佐子の父。帝都銀行の銀座支店長。秘密の日記をつけている。45歳。女性の血を見ると興奮する[2]。
- Ｍ - 浩介が秘密日記の中で、恋する想いを綴っている女性。三代子は彼女が誰なのか探り始める。
- 多和田マリ子 - 帝都銀行の本店に勤務する浩介の元部下。草間父子の家に書類を届けに来た事がある。
- 木崎礼吉 - 三代子が務める洋楽プロモーターの支配人。海外での経験が豊富で、独身の30歳でマゾヒスト。
- 山田佐喜子 - 婦人雑誌記者。ゲイバーやレズビアンバーに詳しい。三代子より少し年上で、彼女の高校に教育実習で来た事がある。
- サクラ - ゲーバー[3]の美人ホステス。本名は俊夫で、三代子の高校時代の級友だった。三代子とキスをするなど女性が好き。
- スミレ - 同じくゲーバーのホステス。長崎生まれで男性が好き。
- 竹林四七子 - 浩介の秘書。レズビアン。
- 岡康子 - 四七子の愛人。バイセクシャルで夫と子供がいる。
- 長浜昭 - 女性的な容姿の若きヴァイオリニスト。長靴フェチの美青年。鮮やかな色の女物のピカピカのゴム長靴を履くのが大好き。女装してレズビアン女性と愛し合う。
- 夏子 - 昭の実家である大医院の看護婦長[4]。ゴムマニア[5]の女性。
- 轟マリ子 - 洋楽プロモーターの女社長で木崎の上司。レズビアンで、可愛い女の子や女装した男性が好き。ハイヒールを履いた芽里や、女装し長靴を履いた昭のレズプレイ相手。32歳。
- 黒崎芽里 - マリ子の親友で女学生時代からの恋人。レズプレイ相手。靴フェチでハイヒールが好き。
- 光村美津江 - 宝石商の女社長。大阪生まれで太っている。男をいたぶるプレイを好む。
- 国分寺の女王 - 手記や手紙の文中に書かれているSMの女王様。マゾの女性とプレイする。その正体は物語が進行するにつれ、明らかになる。

## 発表
1969年から女性週刊誌『女性セブン』に連載され、完結後、集英社から1970年に単行本として出版された。掲載された内容の一部（女性読者の投稿、登場人物の後日談など）は、『性科学XYZ』に載せ出版されている。

## 特記事項
- 甲秀樹の同名作品集とは無関係。
- 連載に当たり、梶山は「小説家の仕事のひとつは、現代の隠された病根、風俗、流行などを、読者に伝えることである。 少なくとも私は、他の作家に先駆けて、そうした新しい材料を、読者に提供してきたつもりであるが、 再び本誌に執筆するにあたって、格好の新材料を得たと自負している。私は、ひどく胸を高鳴らせている。私の会心作になりそうな気がするからだ」と自信の表明を載せている[6]。

## 書誌情報
- 『青い旋律』 集英社、1970年